# Holtkamp (Bielefeld)

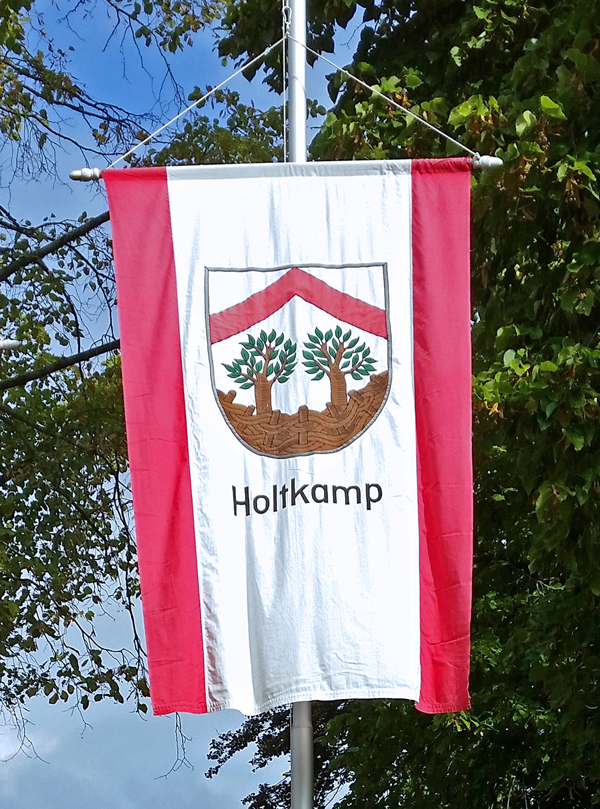
Flagge von Holtkamp, gehisst an der Evangelischen Kirche Isselhorst

Holtkamp ist  ein Ortsteil im Stadtbezirk Brackwede von Bielefeld in Nordrhein-Westfalen. Bis 1969 war Holtkamp eine eigenständige Gemeinde im Kreis Bielefeld.

## Geographie
Die Stadt Bielefeld ist unterhalb der zehn Bezirke nicht weiter in administrative oder politische Einheiten gegliedert. Stadtteile sind in Bielefeld daher nur informelle Teilgebiete, deren Abgrenzung sich meist auf das Gebiet einer Altgemeinde bezieht. Zu statistischen Zwecken ist Bielefeld jedoch in 72 „statistische Bezirke“ eingeteilt. Die Altgemeinde Holtkamp gehört heute zum statistischen Bezirk 36 Ummeln/Holtkamp.
Holtkamp ist eine landwirtschaftlich geprägte Streusiedlung. Im Norden grenzt Holtkamp an Steinhagen, im Süden an Gütersloh und im Osten an den Bielefelder Stadtteil Ummeln. Durch Holtkamp fließt der Lichtebach.

## Geschichte
Die Bauerschaft Holtkamp gehörte bis zur Franzosenzeit zur Vogtei Brackwede im Amt Sparrenberg der Grafschaft Ravensberg und von 1807 bis 1813 zum Kanton Brackwede im Königreich Westphalen. Bis zur Eingemeindung nach Brackwede im Jahre 1970 war Holtkamp danach eine Gemeinde im Amt Brackwede des Landkreises Bielefeld. Kirchlich gehörte der Ort seit jeher zum evangelischen Kirchspiel Isselhorst. 1969 beschlossen die Gemeinderäte der ebenfalls zum Amt Brackwede gehörenden Gemeinden Isselhorst, Ebbesloh, Hollen und Niehorst den Anschluss an die Stadt Gütersloh, während Holtkamp sich für den Beitritt zur damals noch selbständigen Stadt Brackwede entschied. Damit Holtkamp eine Landverbindung zu Brackwede bekam, wurde gleichzeitig ein Teil von Isselhorst nach Brackwede eingemeindet. Diese Zuordnung trat am 1. Januar 1970 in Kraft. Am 1. Januar 1973 wurde die Stadt Brackwede im Rahmen einer erneuten kommunalen Neugliederung mitsamt Holtkamp nach Bielefeld eingegliedert. Zur Arrondierung der Bielefelder Stadtgrenze im Raum Holtkamp wurde gleichzeitig ein Gebietsstück von Steinhagen nach Bielefeld umgegliedert.

### Einwohnerentwicklung
Nach 2008 sind keine Daten mehr verfügbar, da der heutige statistische Bezirk nur gemeinsame Daten zu Ummeln und Holtkamp beinhaltet.
| Jahr | Einwohner | Quelle |
| ---- | --------- | ------ |
| 1799 | 231       | [ 4 ]  |
| 1812 | 245       | [ 5 ]  |
| 1864 | 291       | [ 6 ]  |
| 1910 | 196       | [ 7 ]  |
| 1939 | 187       | [ 8 ]  |
| 1961 | 226       | [ 9 ]  |
| 1966 | 236       | [ 10 ] |
| 2008 | 533       | [ 11 ] |

## Museum
Im März 2006 eröffnete das Heimatmuseum Isselhorst in Holtkamp. Der Heimatverein konnte in Isselhorst selbst keine geeigneten Räumlichkeiten finden.

## Bildung
Die städtische Kindertagesstätte in Holtkamp bietet jeweils 20 Kindergartenplätze für 25- und 35-stündige Betreuung.